# Ożarów Mazowiecki (gmina)
Pour les articles homonymes, voir Ożarów Mazowiecki.
Ożarów Mazowiecki est une gmina (commune) mixte du powiat de Varsovie-ouest dans la Voïvodie de Mazovie, dans le centre-est de la Pologne.
Son siège administratif (chef-lieu) est la ville d'Ożarów Mazowiecki, qui se situe environ 14 km à l'ouest de Varsovie(capitale de la Pologne).
La gmina couvre une superficie de 71,34 km2 pour une population de 20 788 habitants en 2006.

## Géographie
Outre la ville de Ożarów Mazowiecki, la gmina inclut les villages et localités de:

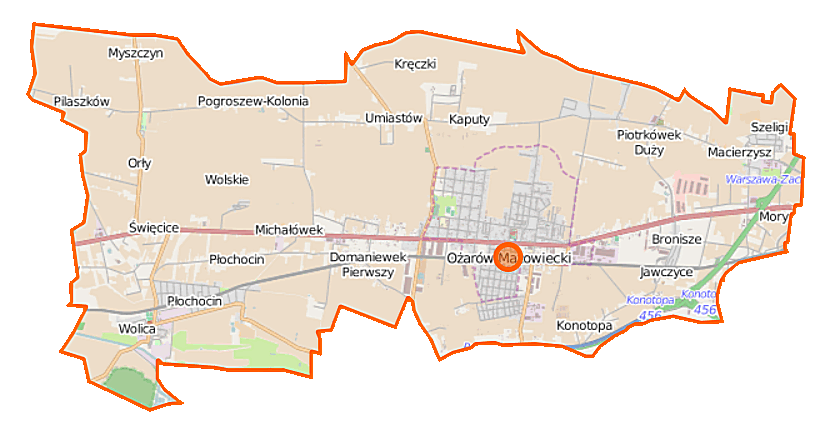
Plan de la gmina

- Bronisze
- Duchnice
- Gołaszew
- Jawczyce
- Kaputy
- Konotopa
- Koprki
- Kręczki
- Macierzysz
- Michałówek
- Mory
- Myszczyn
- Ołtarzew
- Orły
- Orły-Kolonia
- Ożarów
- Pilaszków
- Piotrkówek Duży
- Piotrkówek Mały
- Płochocin
- Pogroszew
- Pogroszew-Kolonia
- Strzykuły
- Święcice
- Szeligi
- Umiastów
- Wieruchów
- Wolica
- Wolskie

### Gminy voisines
La gmina d'Ożarów Mazowiecki borde : 

les villes :
- Varsovie
- Piastów

et les gminy de:
- Błonie
- Brwinów
- Leszno
- Stare Babice.

## Structure du terrain
D'après les données de 2002, la superficie de la commune de Szydłowiec est de 71,34 km2, répartis comme telle :
- terres agricoles : 84 %
- forêts : 1 %

La commune représente 13,38 % de la superficie du powiat.

## Démographie
Données du 31 décembre 2014 :
| Description        | Total  | Total | Femmes | Femmes | Hommes | Hommes |
| ------------------ | ------ | ----- | ------ | ------ | ------ | ------ |
| Unité              | Nombre | %     | Nombre | %      | Nombre | %      |
| Population         | 21 748 | 100   | 11 450 | 53     | 10 298 | 47     |
| Densité (hab./km²) | 304    | 304   | 160    | 160    | 144    | 144    |